# Europejska Nagroda Muzyczna MTV dla najlepszego nordyckiego wykonawcy
Europejska Nagroda Muzyczna MTV dla najlepszego nordyckiego wykonawcy – nagroda przyznawana przez redakcję MTV Nordic podczas corocznego rozdania MTV Europe Music Awards. Nagrodę dla najlepszego nordyckiego wykonawcy po raz pierwszy przyznano w 1998, a po raz ostatni w 2004 roku. Od tego czasu przyznaje się odrębne nagrody dla najlepszego szwedzkiego, norweskiego, duńskiego i fińskiego wykonawcy. Nie przyznaje się nagrody dla najlepszego islandzkiego wykonawcy. O zwycięstwie decydują widzowie za pomocą głosowania internetowego i telefonicznego (smsowego).

## Laureaci oraz nominowani do nagrody MTV
| Rok  | Laureat          | Nominowani                                                  |
| ---- | ---------------- | ----------------------------------------------------------- |
| 1998 | Eagle-Eye Cherry |                                                             |
| 1999 | Lene Marlin      | - Jennifer Brown - The Cardigans - Andreas Johnson - Petter |
| 2000 | Bomfunk MC’s     | - The Ark - Darude - Shimoli - Thomas Rusiak                |
| 2001 | Safri Duo        | - Briskeby - Emmi - Eskobar - Titiyo                        |
| 2002 | Kent             | - The Crash - The Hives - Röyksopp - Saybia                 |
| 2003 | The Rasmus       | - The Cardigans - Junior Senior - Kashmir - Outlandish      |
| 2004 | The Hives        | - Sondre Lerche - Maria Mena - Sahara Hotnights - Saybia    |